# Fortøjning
Fortøjning er fastgørelse af skib til det faste land eller et fast anlæg til søs, så skibet fastholdes i en nogenlunde bestemt position uden brug af motorkraft, mens der lastes og losses. Hvor et fast anlæg ikke findes, må skibe benytte anker til fastgørelse til havbunden, hvorfor dette kun kan ske på mindre vanddybder. En kombination af de to metoder benyttes, f.eks. i lystbådehavne, hvor skibets forende fortøjes til land, mens agterenden fastgøres ved hjælp af et hækanker. Nedbankede pæle kaldet duc d'albe er populære i lystbådehavne og erstatter hækankeret.
Mest almindeligt er det at fortøje ved en kaj i en havn, men der findes også anlæg til søs, f.eks. til fortøjning af tankskibe i forbindelse med olieterminaler og forsyningsskibe til olieboreplatforme. Skibe kan fortøjes til hinanden med trosser og pullerter, både i rum sø og i overfyldte havne.
Fortøjning sker ved hjælp af skibets fortøjningsgrej, som ved større skibe er trosser og ellers reb. Når skibet er tæt på kajen, bringes dette i land (evt. vha. kasteliner med sandsække, bolde eller abenæver) og fastgøres til pullerter i havneanlægget. Skibet kan evt. stramme fortøjningerne via et spil og glide helt på plads. For at hindre skader på skibssiden vil skibet placere fendere mellem denne og kajen.
Fortøjningerne vil gå fra skibets for- og agterstavn og til pullerter placeret henholdsvis et stykke foran og bag skibet. En bedre sikring mod uønsket bevægelse af skibet langs kajen sker ved at supplere fortøjningen med et såkaldt spring, der er en fortøjning fra agterenden i retning fremad og fra forenden i retning agter. Ved et mindre skib vil fortøjningsrebene i et spring derved danne et kryds. Ved losning vil en breast line ortogonalt med kajen fiksere skibet.
Fortøjninger har ofte et fast øje, som lægges over pullerten på kajen. Når flere skibe fortøjer til samme pullert, er det vigtigt, at de alle kan frigøre sig ved afsejling uden at påvirke de andres fortøjning. Derfor skal fortøjningstrossen eller -rebet føres nedefra og op igennem øjerne på de allerede placerede fortøjninger inden øjet lægges over pullerten som vist på illustrationen.
Pullerter kan have forskellig udformning, bl.a. ses jævnligt en dobbeltpullert til brug for mindre skibe. I en sådan lægges fortøjningsrebet rundt om begge pullerter, som billedet viser. En sådan fortøjning er let at frigøre, da rebet ikke går i bekneb. I mindre både kan én eller flere af de afsluttende bugter vendes om, inden de lægges over pullerterne, så tampen ligger underst; dette kaldes et bidevindsstik, som ofte bruges på klamper til fiksering af f.eks. flaglinen. At fiksere trosserne således vil dog ikke være accepteret på handelsskibe, da den låste tamp kan gå i bekneb, hvilket vil være kritisk i en situation, hvor trosserne hurtigt skal frigøres. De mange tørner om pullerterne (minimum 5 om hver pullert som tommelfingerregel) er rigeligt til at holde trosserne, så de ikke skrænser (glider på pullerten).
På kajen har en del havne nedstøbte ringe hvor trosserne fastgøres ved hjælp af terse (træ- eller jernbærepinde).
I områder med stor tidevandsforskel skal vagtholdet justere fortøjningerne i takt med vandstandsændringerne.
- Wikimedia Commons har flere filer relateret til Fortøjning

| Vandsport/vandtransport | Spire Denne vandsports- eller vandtransportsartikel er en spire som bør udbygges. Du er velkommen til at hjælpe Wikipedia ved at udvide den. |